# Bố cục bàn phím
Bố cục bàn phím hay kiểu sắp xếp bàn phím là bất kỳ sự sắp xếp cơ học, trực quan hoặc chức năng cụ thể nào của các phím, ghi chú hoặc liên kết có nghĩa là khóa (tương ứng) của máy tính, máy đánh chữ hoặc bàn phím chính tả khác. Bố trí cơ học là các vị trí và phím của bàn phím. Bố cục trực quan là sự sắp xếp của các ghi chú (nhãn, đánh dấu, khắc) xuất hiện trên các phím của bàn phím. Chức năng bố trí là sự sắp xếp của các ánh xạ phím-ký tự hoặc ánh xạ bàn phím, xác định trong phần mềm, của tất cả các phím của bàn phím.
Hầu hết các bàn phím máy tính được thiết kế để gửi mã quét đến hệ điều hành thay vì gửi trực tiếp các ký tự đến nó. Từ đó, hàng loạt scancodes được chuyển đổi thành chuỗi ký tự bằng phần mềm bố trí bàn phím. Điều này cho phép bàn phím vật lý được ánh xạ động tới bất kỳ số bố cục nào mà không cần chuyển đổi các thành phần phần cứng - chỉ bằng cách thay đổi phần mềm diễn giải các tổ hợp phím. Người dùng cao cấp thường có thể thay đổi thao tác bàn phím và phần mềm của bên thứ ba có sẵn để sửa đổi hoặc mở rộng chức năng bàn phím. Biểu tượng hiển thị trên mặt phím vật lý không nhất thiết phải giống với những gì đang được nhập vào tài liệu.

## Các loại phím

Một bàn phím máy tính thông thường bao gồm các phần với các loại phím khác nhau.

Một bàn phím máy tính bao gồm các phím chữ và số hoặc ký tự cho đánh máy, phím điều khiển để thay đổi các chức năng của các phím khác, phím điều hướng để di chuyển con trỏ văn bản trên màn hình, các phím chức năng và phím lệnh hệ thống - chẳng hạn như Esc và Break - cho những hành động đặc biệt, và thường là một bàn phím số để tạo điều kiện tính toán thuận lợi.
Có một số biến thể giữa các kiểu bàn phím khác nhau trong cách bố trí cơ học - nghĩa là có bao nhiêu phím và cách chúng được định vị trên bàn phím. Tuy nhiên, sự khác biệt giữa bố cục quốc gia chủ yếu là do các lựa chọn và vị trí ký hiệu khác nhau trên các phím ký tự.